# Gederams (slægt)
Gederams (Chamaenerion) er en lille slægt med fire arter, som er udbredt i Nordafrika, Mellemøsten, Kaukasus, Centralasien, Østasien, Nordamerika (herunder Grønland) og i Europa. Det er opretvoksende, ofte bestanddannende, flerårige urter. Stænglerne er enlige eller svagt forgrenede, let behårede med kirtelhår. Bladene er skruestillede. Blomsterne er samlet i enkle stande (aks eller klaser), og de enkelte blomster er 4-tallige og svagt uregelmæssige med rosenrøde eller hvide kronblade. Frugterne er aflange kapsler med talrige, langhårede frø.

## Arter
Der findes to arter, som er vildtvoksende i henholdsvis Danmark og Grønland
- Gederams (Chamaenerion angustifolium)
- Storblomstret gederams (Chamaenerion latifolium)

Andre arter er:
- Chamaenerion conspersum
- Chamaenerion dodonaei